# Duikelrek
Het Duikelrek is een speeltoestel ontworpen door architect Aldo van Eyck.
Aldo van Eyck was enige tijd werkzaam bij de Dienst der Publieke Werken in Amsterdam. Samen met Jacoba Mulder was hij verantwoordelijk voor de inrichting van honderden speelplaatsen in met name Amsterdam Nieuw-West, een wijk die destijds uit de grond werd gestampt. Voor die speelplaatsen ontwierp Van Eyck een zestal klimtoestellen (toren, trechter, koepel, tunnel etc.). Het duikelrek is de eenvoudigste van deze speeltoestellen. Het bestaat uit een aluminium beugel die in de grond verankerd is. Door de eenvoudige vorm kunnen de rekken ook achter elkaar geplaatst worden, waardoor een soort hordebaan ontstaat. Door twee duikelrekken vlak achter elkaar te plaatsen, kan een brug geconstrueerd worden. Er zijn ook varianten bekend waarbij de duikelrekken in serie geschakeld zijn; ze kunnen dan behalve de duikelfunctie vervullen ook dienen als een soort gebiedsafscheiding.  
De klimtoestellen werden geplaatst op speelplaatsen die centraal kwamen te liggen tussen de portiekwoningen waarbij ouders vanuit de woning of vanaf het balkon hun kroost in de gaten konden houden. De klimtoestellen zijn geheel opengewerkt. Er zouden meer dan 700 speelplaatsen zijn geweest naar model van Van Eyck en Mulder; een groot deel daarvan is later verdwenen of opnieuw ingericht, waarbij Van Eycks creaties verdwenen.
Het Rijksmuseum Amsterdam heeft in 2013 van elk type een exemplaar in haar tuinen geplaatst, niet alleen om ze tentoon te stellen, maar ook als speelobject voor kinderen. De trechter en toren staan daarbij naast elkaar.

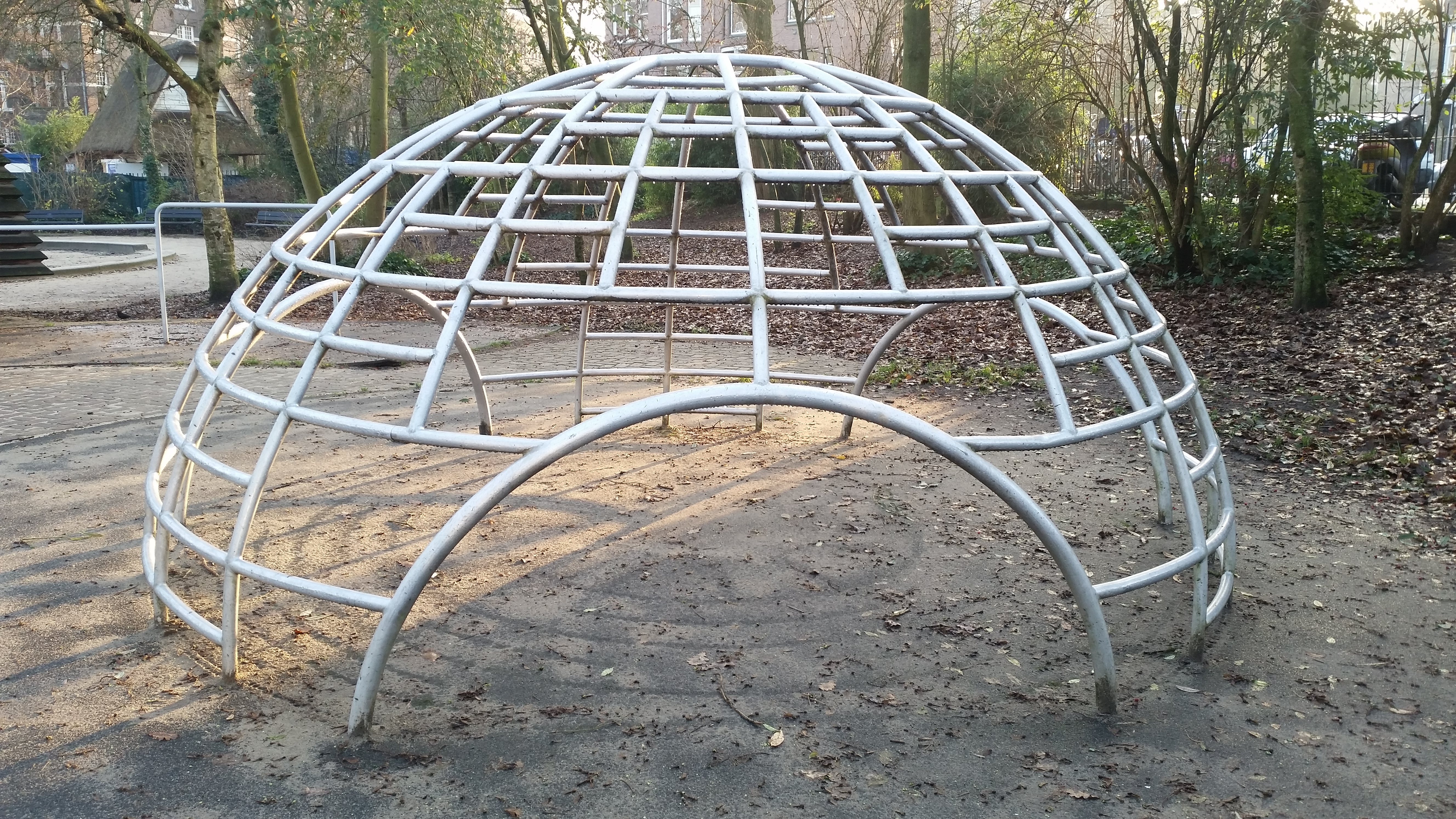
In het Vondelpark op de voorgrond een iglo, op de achtergrond geschakelde duikelrekken (december 2019)